# Michał Woś
Michał Piotr Woś (ur. 8 lutego 1991 w Raciborzu) – polski polityk, prawnik i samorządowiec.
W latach 2017–2018 podsekretarz stanu w Ministerstwie Sprawiedliwości, w latach 2018–2019 członek zarządu województwa śląskiego, w latach 2019–2020 minister-członek Rady Ministrów w pierwszym i drugim rządzie Mateusza Morawieckiego, w 2020 minister środowiska w drugim z tych gabinetów, poseł na Sejm IX i X kadencji (od 2019), w latach 2020–2023 sekretarz stanu w Ministerstwie Sprawiedliwości.

## Życiorys
Syn Kazimierza i Marioli. Absolwent I Liceum Ogólnokształcącego im. Jana Kasprowicza w Raciborzu. Ukończył studia prawnicze na Wydziale Prawa i Administracji Uniwersytetu Jagiellońskiego (2016) i podyplomowe studia menedżerskie w Szkole Głównej Handlowej w Warszawie (2018). Absolwent studiów MBA na Collegium Humanum. Jest inicjatorem Pracowni Liderów Prawa Instytutu Wymiaru Sprawiedliwości, był stypendystą Prezesa Rady Ministrów i współpracownikiem oraz działaczem różnych organizacji pozarządowych (w tym wiceprezesem Signum Temporis. Stowarzyszenia do Rzeczy).
W 2014 został radnym Raciborza, wygrywając w jednomandatowym okręgu wyborczym m.in. z dotychczasowym radnym Ryszardem Wolnym. Powierzono mu stanowisko wiceprzewodniczącego Komisji Rozwoju Gospodarczego, Budżetu i Finansów. Zrzekł się mandatu w 2017 po powołaniu na stanowisko podsekretarza stanu.
Od listopada 2015 był doradcą ministra sprawiedliwości Zbigniewa Ziobry, który w 2016 powierzył mu stanowisko szefa Gabinetu Politycznego. Był członkiem Krajowej Rady Bezpieczeństwa Ruchu Drogowego. 5 czerwca 2017 został podsekretarzem stanu w Ministerstwie Sprawiedliwości gdzie objął m.in. nadzór nad sprawami rodzinnymi i nieletnich, zakładami poprawczymi i informatyzacją wymiaru sprawiedliwości. Został koordynatorem krajowym ds. wdrożeń systemów informatycznych, premier Beata Szydło powołała go również w skład Komisji Wspólnej Rządu i Samorządu.
W Ministerstwie Sprawiedliwości nadzorował prace nad nowelizacją ustawy o Krajowym Rejestrze Sądowym wprowadzającej w pełni zinformatyzowane postępowanie rejestrowe i nad systemem losowego przydziału spraw, który był jednym z głównych argumentów broniących zmian w sądownictwie w negocjacjach Polski z Komisją Europejską, przedstawiony w Białej księdze w sprawie reform polskiego wymiaru sprawiedliwości. Odpowiadał za wdrożenie systemu teleinformatycznego rejestru sprawców przestępstw na tle seksualnym w Polsce, dostępnego od października 2017 na stronie Ministerstwa Sprawiedliwości.
W marcu 2018 premier Mateusz Morawiecki przyjął jego dymisję w związku z zadeklarowaniem zmniejszenia liczby wiceministrów w rządzie. Następnie Michał Woś został pełnomocnikiem ministra sprawiedliwości. W październiku 2018 został wybrany na radnego Sejmiku Województwa Śląskiego z ramienia Prawa i Sprawiedliwości (jako kandydat Solidarnej Polski), zdobywając 39 618 głosów. 21 listopada 2018 sejmik powołał go w skład zarządu województwa. W sejmiku pełnił też funkcję wiceprzewodniczącego Klubu Radnych Prawa i Sprawiedliwości. W styczniu 2019 został sklasyfikowany na 12. miejscu listy 50. najbardziej wpływowych prawników w poprzednim roku w rankingu „Dziennika Gazety Prawnej”.
4 czerwca 2019 powołany na ministra-członka Rady Ministrów, w rządzie odpowiadał za kwestie związane z pomocą humanitarną. W tym samym roku otrzymał przyznawane przez „Gazetę Bankową” wyróżnienie specjalne Polskiego Kompasu „za umiejętne angażowanie biznesu w międzynarodową pomoc gospodarczą i humanitarną”. 27 sierpnia 2019 objął funkcję wiceprzewodniczącego Komitetu Społecznego Rady Ministrów.
W wyborach parlamentarnych w 2019 kandydował do Sejmu z listy PiS w okręgu rybnickim, otrzymując 37 763 głosy (11,31% głosów w okręgu) i uzyskując mandat posła na Sejm IX kadencji. 15 listopada 2019 prezydent RP Andrzej Duda powołał go ponownie na stanowisko ministra-członka Rady Ministrów. 23 grudnia 2019 został skarbnikiem Solidarnej Polski, następnie objął funkcję wiceprezesa tej partii (w 2023 przemianowanej na Suwerenną Polskę). 5 marca 2020 prezydent RP Andrzej Duda powołał go na stanowisko ministra środowiska. Został odwołany z funkcji ministra 6 października 2020. Następnego dnia objął stanowisko sekretarza stanu w Ministerstwie Sprawiedliwości (odpowiedzialnego za administrację sądową, budżet i Służbę Więzienną). W wyborach w 2023 z powodzeniem ubiegał się o poselską reelekcję, uzyskując 39 902 głosy (co stanowiło najlepszy indywidualny wynik w okręgu). W grudniu tego samego roku zakończył pełnienie funkcji wiceministra. 12 października 2024, po wejściu Suwerennej Polski w skład PiS, zasiadł w komitecie politycznym tej partii. W listopadzie tego samego roku objął funkcję prezesa zarządu okręgowego tej partii w Rybniku.

## Kontrowersje
28 czerwca 2024, w związku z aferą Pegasusa, Sejm wyraził zgodę na pociągnięcie go do odpowiedzialności karnej.

27 sierpnia 2024 Prokurator Krajowy przedstawił Michałowi Wosiowi zarzut przekroczenia uprawnień i niedopełnienia obowiązków, polegających na przekazaniu 25 mln zł ze środków Funduszu Sprawiedliwości na zakup oprogramowania Pegasus dla CBA; w związku z tym, wobec podejrzanego zastosowano dozór policyjny. Zarzut rzekomego przekroczenia uprawnień przez Michała Wosia pozostaje przedmiotem sporu. Między innymi Krzysztof Kwiatkowski, ówczesny Prezes NIK potwierdził przed Sejmem, że dofinansowanie ze środków Funduszu Sprawiedliwości na zakup oprogramowania Pegasus dla CBA było legalne:
"Pan poseł Ryszard Wilczyński pytał, czy w kontekście Funduszu Sprawiedliwości Społecznej będziemy kierować zawiadomienie do prokuratury. Szanowni Państwo, w tej sprawie nie będziemy kierować zawiadomienia do prokuratury. Dlaczego? Ponieważ nie było naruszone kryterium legalności, a ono jest podstawą ewentualnego wniosku w tym zakresie." Krzysztof Kwiatkowski, podczas 84 posiedzenia Sejmu IX kadencji, w dniu 18.07.2019. 

## Odznaczenia
- Odznaka Honorowa za Zasługi dla Ochrony Praw Dziecka (2023)[42]